# Atypophthalmus segnis
Atypophthalmus segnis är en tvåvingeart som först beskrevs av Alexander 1955.  Atypophthalmus segnis ingår i släktet Atypophthalmus, och familjen småharkrankar.
Artens utbredningsområde är Madagaskar. Inga underarter finns listade i Catalogue of Life.